# Doce 22
Doce 22 (estilizada em letras maiúsculas) é o segundo álbum de estúdio da cantora brasileira, Luísa Sonza, lançado em 18 de julho de 2021, e o último através da Universal Music. O disco conta com as participações de 6lack, Pabllo Vittar, Anitta, Ludmilla, Mariah Angeliq, Jão e Lulu Santos.
Doce 22 explora a dualidade pessoal de Luísa, sendo dividido em dois lados: A e B. Enquanto o primeiro lado foca em uma sonoridade mais pop e funk, com influências de trap, R&B e em cantoras como Britney Spears e Christina Aguilera, o lado B mostra letras mais íntimas e vulneráveis em uma sonoridade mais suave.
O álbum foi um sucesso comercial, tendo a maior estreia semanal na história do Spotify Brasil sendo seguido dos singles "Modo Turbo", "VIP", "Melhor Sozinha", "Fugitivos", "Anaconda" e "Café da Manhã". A canção "Penhasco" também ganhou notoriedade orgânica, atingindo altos picos nas plataformas de streaming e execuções nas rádios mesmo sendo apenas uma faixa padrão do álbum. Doce 22 foi indicado à 23ª edição do Grammy Latino na categoria Melhor Álbum Pop Contemporâneo em Língua Portuguesa.

## Antecedentes e desenvolvimento
"[Quero] que esse álbum te conforte, te divirta, te faça chorar, te faça se sentir sexy, te faça sentir raiva, coragem, prazer, dor, força. Muita força, de preferência. Que esse álbum te faça sentir" — Sonza sobre o álbum.
Em junho de 2019, Luísa Sonza lançou seu álbum de estreia, Pandora. Em março de 2020, após seu single "Braba" alcançar o top 10 do Spotify, Sonza disse ao POPline que o álbum "é o início de uma nova era" e que é "bem diferente do álbum Pandora". Em fevereiro de 2021, ela revelou que começou a gravar seu segundo álbum. Em abril de 2021, em uma entrevista com a Harper's Bazaar Brasil, ela afirmou que o álbum "é a coisa mais legal que ela já fez em sua vida". Mais tarde, em maio de 2021, conversando com seus fãs no Instagram, ela disse que "entregou tudo" no disco e que era inspirado nas divas pop dos anos 2000. Mais tarde, ela confirmou que o álbum já estava pronto.
Inicialmente, segundo a própria artista, o álbum traria os já lançados singles "Braba" e "Toma", além de novos sons. Entretanto, após o adiamento do álbum previsto para ser lançado em junho – devido ao ataque massivo recebido por Luísa em suas redes sociais por conta de sua vida amorosa – o alinhamento de faixas do álbum foi alterada e os singles não foram incluídos. Sonza comparou o novo álbum à era Stripped de Christina Aguilera. A cantora conta que uma de suas referências mais fortes, e que também influenciou na parte estética do trabalho, é o movimento pop dos anos 2000 – liderado por nomes como Britney Spears e Christina Aguilera. O nome do álbum também tem inspiração nos anos 2000, especificamente no reality show My Super Sweet 16 da MTV, que por mais de 10 anos transformou a vida normal de adolescentes em um grande espetáculo aos olhos do público, similarmente como aconteceu com Sonza, que "no auge de seus 22 anos, a artista viu sua vida e problemas pessoais serem expostas exageradamente na internet".

## Lançamento e promoção
O álbum tinha previsão de lançamento para o final de junho de 2021, mas acabou adiado devido ao afastamento da artista das redes sociais após sofrer novos ataques por conta da sua vida pessoal. Sonza retornou às redes sociais no dia 12 de julho de 2021, quando anunciou o lançamento de Doce 22. O lançamento do álbum foi definido para o dia 18 de julho de 2021, um domingo e dia de seu aniversário, uma vez que o título do álbum faz alusão a idade da artista durante a gravação do material e que esta seria a data limite para seu lançamento ― encerrando às 23h55min. Das 14 faixas totais, três não foram disponibilizadas de imediato por questões estratégicas. As faixas vazaram no mês seguinte, em 13 de agosto.

### Singles
"Modo Turbo", com Pabllo Vittar e participação de Anitta, foi lançada em 21 de dezembro de 2020. A canção foi confirmada como primeiro single antes do lançamento do disco. Posteriormente, Sonza confirmou que as faixas "VIP *-*" (com participação do rapper americano 6lack) e "Melhor Sozinha :-)-:" seriam lançadas como singles junto com o lançamento do álbum, em 18 de julho de 2021, acompanhadas de apresentação no programa Fantástico e de seus respectivos videoclipes. A faixa "Também Não Sei de Nada :D", com participação de Lulu Santos, foi disponibilizada como single avulso na mesma ocasião.
As três canções que estavam bloqueadas no lançamento do álbum foram liberadas à medida em que eram trabalhadas como singles oficiais de divulgação. "Fugitivos :)", com Jão, foi lançada como terceiro single em 2 de novembro de 2021. O videoclipe foi liberado no mesmo dia, às 21h. "Anaconda *o* ~~~" foi lançada como o quarto single de Doce 22 em 9 de dezembro de 2021, e conta com a participação da cantora norte-americana Mariah Angeliq. Uma performance no Prêmio Multishow 2021 ocorreu no mesmo dia, enquanto o vídeo foi liberado no dia seguinte. Para promover a faixa antes de seu lançamento, diversos cartazes com estampa de cobra foram espalhados por pessoas vestidas de preto na Avenida Paulista. Em 8 de fevereiro de 2022, "Café da Manhã ;P", com Ludmilla, foi lançada como quinto e último single do álbum. O single estreou no Top 50 do Spotify Brasil na posição #50 e posteriormente atingindo a posição #11

## Lista de faixas
| N.º            | Título                                          | Compositor(es)                                                                                | Produtor(es)               | Duração |  |
| 1.             | "Interesseira"                                  | Luísa Sonza Arthur Marques Diego Timbó Douglas Moda Luccas Carlos Rafinha RSQ Tin             | We4 Music RSQ Tin          | 2:10    |  |
| 2.             | "VIP" (com 6lack)                               | Sonza R. Valentine Marques Carol Biazin DJ Thai Jenni Mosello King                            | DJ Thai Marques            | 2:56    |  |
| 3.             | "Modo Turbo" (com Pabllo Vittar e part. Anitta) | Marques Timbó Sonza RSQ                                                                       | RSQ Rennan da Penha        | 2:30    |  |
| 4.             | "Café da Manhã" (com Ludmilla)                  | Sonza C. Paiva Moda Hodari Carlos Ludmilla Vitão                                              | Moda We4 Music Paiva Prod. | 3:02    |  |
| 5.             | "2000"                                          | Biazin Day Limns Timbó Sonza Nave                                                             | We4 Music                  | 2:39    |  |
| 6.             | "Anaconda" (com Mariah Angeliq)                 | Sonza Aisha Biazin Limns Mosello King Lucas Vaz M. Angeliq Play-N-Skillz R. Autentico R. Frei | Vaz                        | 3:03    |  |
| 7.             | "Mulher do Ano"                                 | Sonza Moda Hodari Carlos Ferreira                                                             | We4 Music                  | 2:35    |  |
| 8.             | "Interlude"                                     | Sonza Moda I. Freitas                                                                         | We4 Music                  | 1:10    |  |
| 9.             | "Melhor Sozinha"                                | Sonza Biazin Moda Nave Ferreira                                                               | We4 Music                  | 3:46    |  |
| 10.            | "Fugitivos" (com Jão)                           | Sonza André Jordão Moda Jão                                                                   | We4 Music                  | 3:26    |  |
| 11.            | "Penhasco"                                      | Jordão Biazin Limns Moda Sonza                                                                | We4 Music                  | 3:06    |  |
| 12.            | "Caos / Flor"                                   | Sonza Limns Moda                                                                              | We4 Music                  | 2:31    |  |
| 13.            | "O Conto dos Dois Mundos (Hipocrisia)"          | Sonza Jordão Moda Ferreira                                                                    | We4 Music                  | 3:04    |  |
| 14.            | "Também Não Sei de Nada" (com Lulu Santos)      | Sonza Nave Ferreira                                                                           | We4 Music                  | 2:50    |  |
| Duração total: | Duração total:                                  | Duração total:                                                                                | Duração total:             | 38:54   |  |

Notas
- A faixa "Interlude :(" marca a divisão do álbum entre lado A e lado B. As faixas do lado A (1 a 7) são estilizadas em caixa alta, enquanto que as faixas do lado B (9 a 14) são estilizadas em caixa baixa e a faixa de divisão tem estilização quebrada (grifada "INTERlude :(").

- Os singles, já lançados, "Braba", "Toma" e "Cansar Você" seriam incluídos no álbum, mas não chegaram à versão final. Dentre as faixas descartadas, há uma continuação de "Braba" em inglês.

- "Interesseira" é estilizada como "INTERE$$EIRA".
- "VIP" é estilizada como "VIP *-*".
- "Café da Manhã" é estilizada como "CAFÉ DA MANHÃ ;P".
- "2000" é estilizada como "2000 s2".
- "Anaconda" é estilizada como "ANACONDA *o* ~~~".
- "Mulher do Ano" é estilizada como "MULHER DO ANO XD".
- "Interlude" é estilizada como "INTERlude :(".
- "Melhor Sozinha" é estilizada como "melhor sozinha :-)-:".
- "Fugitivos" é estilizada como "fugitivos :)".
- "Penhasco" é estilizada como "penhasco.".
- "Caos / Flor" é estilizada como "caos / flor ***".
- "Também Não Sei de Nada" é estilizada como "também não sei de nada :D".

## Ficha técnica
Lista-se abaixo os profissionais envolvidos na elaboração do Doce 22, de acordo com o ECAD e outras fontes.
Vocais
- Luísa Sonza — vocalista principal (1–14)
- 6lack — vocalista participante (2)
- Pabllo Vittar — vocalista participante (3)
- Anitta — vocalista participante (3)
- Jão — vocalista participante (10)
- Lulu Santos — vocalista participante (14)
- Erika Anjos — vocalista de apoio (11)
- Keyla Anjos — vocalista de apoio (11)
- Rafa Villella — vocalista de apoio (11)

Instrumentação
- Douglas Moda — bateria (1, 4, 7, 9–13), baixo (4, 7, 9), teclado (8–9), efeito (10–13), percussão (12–13)
- Rafinha RSQ — baixo (1), teclado (3), bateria eletrônica (3)
- Thin França — teclado (1, 7), trompa (7)
- Arthur Marques — teclado (2)
- DJ Thai — baixo (2)
- Thiago Medeiros — trompete (2), trombone (2), saxofone (2)
- DJ Rennan da Penha — teclado (3), bateria eletrônica (3)
- André Jordão — violão (4, 10, 12, 13), guitarra (10, 12)
- Caio Paiva — piano (4), teclado (4)
- Vitão — violão (4)
- Nave Beatz — baixo (5, 14), teclado (5), efeito (5, 14)
- Lucas Vaz — baixo (6), marimba (6), guitarra (6), synths (6)
- Bruno dos Santos Nascimento — trompete (9)
- Felipe Martim Coelho — trombone (9)
- Jordão Longuinho "Bolinha" Mota — sanfona (9)
- Vinicius Nallon — violão (9, 10, 13), baixo (10, 12), guitarra (12)
- Weber Marely — saxofone (9)
- Thiago Rabello — bateria (10)
- Manoel Guimarães de Andrade — teclado (10)
- Dmitry Chernyshenko — viola (11)
- Elena Gurkina — cello (11)
- Maycon Ananias — piano (11)
- Mikhail Krutik — violino (11)
- Viktoria Velkova — violino (11)
- Renato Xexeu — teclado (12, 14)
- Rodrigo Nogueira — gaita (14), violão (14)
- Lulu Santos — gaita (14)

Produção
- Douglas Moda — direção musical, produção, arranjador ("INTERlude :(")
- Luísa Sonza — co-direção musical
- Beto Neves — engenheiro de som imersivo
- Luciano Scalercio — engenharia de áudio, mixagem
- Randy Merrill — masterização
- Carlinhos Freitas — masterização
- Arthur Luna — mixagem ("2000 s2")
- Sergio Santos — mixagem e masterização ("VIP *-*")
- Nave Beatz — produção, arranjador ("2000 s2", "melhor sozinha :-)-:", "também não sei de nada :D")
- Rafinha RSQ — produção
- Rennan da Penha — produção
- Thin França — produção
- Caio Paiva — produção
- Arthur Marques — produção
- DJ Thai — produção
- Lucas Vaz — produção
- André Jordão — arranjador ("penhasco.")
- Manoel Guimarães de Andrade — arranjador ("penhasco.")
- Maycon Ananias — arranjador ("penhasco.")

Visuais e imagem
- Luísa Sonza — direção criativa
- Felipe Gomes — fotógrafo, direção criativa
- João Viegas — fotógrafo
- Gabriel Gahesa — design gráfico
- Gabi Lisboa — direção de arte
- Lara Domingues — assistente de arte
- Pedro Savioli — direção de fotografia
- Gustavo Delgado — assistente de foto
- Fernando Lima — assistente de foto
- Iryna Leblon — 3D

Gestão
- Coordenação A&R — Fernanda Mesa, Igor Alarcon, Junia Coutinho
- Direção artística — Henrique Badke
- Empresariamento — Music2Mynd
- Gerência artística — Miguel Afonso
- Label Manager — Sergio Bernardo

## Prêmios e indicações
| Ano  | Prêmio                       | Categoria                                           | Resultado | Ref.   |
| ---- | ---------------------------- | --------------------------------------------------- | --------- | ------ |
| 2021 | MTV Millennial Awards Brasil | Álbum ou EP do Ano                                  | Indicado  | [ 38 ] |
| 2021 | Prêmio TodaTeen              | Melhor Álbum Nacional                               | Indicado  | [ 39 ] |
| 2021 | WME Awards                   | Álbum                                               | Indicado  | [ 40 ] |
| 2022 | Grammy Latino                | Melhor Álbum Pop Contemporâneo em Língua Portuguesa | Indicado  | [ 41 ] |

## Certificações
| Região                                                        | Certificação | Vendas   |
| ------------------------------------------------------------- | ------------ | -------- |
| Brasil (Pro-Música Brasil)                                    | 2× Diamante  | 600.000‡ |
| ‡vendas+valores de streaming baseados somente na certificação |              |          |

## Turnês

### Repertório
1. "Interesseira"
2. "VIP"
3. "Boa Menina"
4. "Toma"
5. "Café da Manhã"
6. "Bomba Relógio"
7. "Flores"
8. "Caos / Flor"
9. "Mulher do Ano"
10. "Oops!... I Did It Again"
11. "2000"
12. "Melhor Sozinha"
13. "Penhasco"
14. "Hotel Caro"
15. "Fugitivos"
16. "Século 21"
17. "Cansar Você"
18. "Não Vai Embora"
19. "Sentadona (Remix)"
20. "Braba"
21. "Devagarinho" / "Garupa"
22. "Anaconda"
23. "Cachorrinhas"
24. "Combatchy"
25. "Atenção"
26. "Modo Turbo"

1. "Interesseira"
2. "VIP"
3. "Toma"
4. "Boa Menina"
5. "Mulher do Ano"
6. "Hotel Caro"
7. "Também Não Sei de Nada"
8. "Melhor Sozinha"
9. "Penhasco"
10. "Anaconda"
11. "Atenção"
12. "Café da Manhã"
13. "Sentadona (Remix)"
14. "Cachorrinhas"
15. "Braba"
16. "Modo Turbo"

- Nem todas as músicas são cantadas em todos os shows, com o repertório podendo variar de data para data.
- Em 21 de janeiro de 2022, no Rio de Janeiro, Luisa cantou "Fugitivos" e "Menina Solta" com Giulia Be e um medley com Rennan da Penha.
- Em 21 de janeiro de 2022, no Rio de Janeiro, Luisa voltou ao palco após as cortinas se fecharem e fez uma apresentação especial de "2000".
- Em 5 de fevereiro de 2022, em Vinhedo, Luisa cantou "Mulher do Ano" e "Diaba" com Urias e "Tentação" com Carol Biazin.
- Em 5 de fevereiro de 2022, em Vinhedo, Luisa cantou "Café da Manhã" à capela e anunciou o lançamento da canção.
- Em 24 de junho de 2022, no Rio de Janeiro, Luisa cantou "Câncer" com Xamã e "Hotel Caro" pela primeira vez com Baco Exu do Blues.
- Em 16 de julho de 2022, em Porto Alegre, Luísa fez a primeira performance de "O Conto dos Dois Mundos (Hipocrisia)".

### Baile da Anaconda
| Data                | Cidade            | País              | Local             |
| Baile da Anaconda   | Baile da Anaconda | Baile da Anaconda | Baile da Anaconda |
| América do Sul      | América do Sul    | América do Sul    | América do Sul    |
| ------------------- | ----------------- | ----------------- | ----------------- |
| 19 de março de 2022 | Recife            | Brasil            | Parador           |
| 7 de maio de 2022   | João Pessoa       | Brasil            | Domus Hall        |

#### Showscancelados
| Data               | Cidade | País   | Local                     | Motivo       |
| ------------------ | ------ | ------ | ------------------------- | ------------ |
| 8 de abril de 2023 | Recife | Brasil | Clube Português do Recife | Força maior. |

### Baile da Braba
| Data                   | Cidade             | País           | Local                            |
| Baile da Braba         | Baile da Braba     | Baile da Braba | Baile da Braba                   |
| América do Sul         | América do Sul     | América do Sul | América do Sul                   |
| ---------------------- | ------------------ | -------------- | -------------------------------- |
| 6 de maio de 2022      | Florianópolis      | Brasil         | Stage Music Park                 |
| 14 de maio de 2022     | Piracicaba         | Brasil         | Clube Cristóvão Colombo          |
| 10 de junho de 2022    | Balneário Camboriú | Brasil         | Music Park BC                    |
| 24 de junho de 2022    | Rio de Janeiro     | Brasil         | Qualistage                       |
| 25 de junho de 2022    | Brasília           | Brasil         | Arena Lounge BRB                 |
| 9 de julho de 2022     | Sorocaba           | Brasil         | Te Vejo no Haras                 |
| 16 de julho de 2022    | Porto Alegre       | Brasil         | Pepsi on Stage                   |
| 19 de agosto de 2022   | Teresina           | Brasil         | Centro de Convenções de Teresina |
| 16 de setembro de 2022 | Maringá            | Brasil         | Paraná Expo                      |
| 17 de setembro de 2022 | Londrina           | Brasil         | Centro de Eventos de Londrina    |
| 5 de novembro de 2022  | São Luís           | Brasil         | Blue Tree Towers São Luís        |
| 29 de dezembro de 2022 | Florianópolis      | Brasil         | Stage Music Park                 |

#### Showscancelados
| Data                 | Cidade      | País   | Local                                       | Motivo        |
| -------------------- | ----------- | ------ | ------------------------------------------- | ------------- |
| 7 de outubro de 2022 | Parauapebas | Brasil | Estacionamento Partage Shopping Parauapebas | Desconhecido. |

### Turnê Doce 22
| Data                    | Cidade               | País     | Local                                        |
| Europa                  | Europa               | Europa   | Europa                                       |
| ----------------------- | -------------------- | -------- | -------------------------------------------- |
| 9 de dezembro de 2021   | Lisboa               | Portugal | Cineteatro Capitólio                         |
| 11 de dezembro de 2021  | Lisboa               | Portugal | Cineteatro Capitólio                         |
| América do Sul          |                      |          |                                              |
| 27 de dezembro de 2021  | Rio de Janeiro       | Brasil   | Marina da Glória                             |
| 2 de janeiro de 2022    | Natal                | Brasil   | Aram Imirá Plaza Hotel                       |
| 7 de janeiro de 2022    | Salvador             | Brasil   | Parque de Exposições de Salvador             |
| 8 de janeiro de 2022    | Macapá               | Brasil   | Arena Show de Bola                           |
| 9 de janeiro de 2022    | Belém                | Brasil   | Espaço Náutico Marine Club                   |
| 14 de janeiro de 2022   | Guarapari            | Brasil   | P12 Guarapari                                |
| 21 de janeiro de 2022   | Rio de Janeiro       | Brasil   | Vivo Rio                                     |
| 22 de janeiro de 2022   | Armação dos Búzios   | Brasil   | Silk Beach Club                              |
| 25 de janeiro de 2022   | São Paulo            | Brasil   | Sonora Garden                                |
| 29 de janeiro de 2022   | Lorena               | Brasil   | CDG Beer Garden                              |
| 5 de fevereiro de 2022  | Vinhedo              | Brasil   | Hopi Hari                                    |
| 11 de fevereiro de 2022 | São Paulo            | Brasil   | Vila JK                                      |
| 19 de fevereiro de 2022 | São Paulo            | Brasil   | Sonora Garden                                |
| 26 de fevereiro de 2022 | Barretos             | Brasil   | Parque do Peão Os Independentes              |
| 28 de fevereiro de 2022 | Garopaba             | Brasil   | TantraRosa                                   |
| 12 de março de 2022     | Belo Horizonte       | Brasil   | Esplanada do Mineirão                        |
| 18 de março de 2022     | São Carlos           | Brasil   | Banana Brasil                                |
| 9 de abril de 2022      | Porto Alegre         | Brasil   | Casa NTX                                     |
| 16 de abril de 2022     | Porto Velho          | Brasil   | Talismã 21                                   |
| 20 de abril de 2022     | Natal                | Brasil   | Praça de Eventos da Arena das Dunas          |
| 22 de abril de 2022     | Rio de Janeiro       | Brasil   | Sambódromo da Marquês de Sapucaí             |
| 24 de abril de 2022     | Alfenas              | Brasil   | Complexo Federal Fantasy                     |
| 29 de abril de 2022     | Cascavel             | Brasil   | Estádio Olímpico Regional Arnaldo Busatto    |
| 30 de abril de 2022     | Pelotas              | Brasil   | Parque de Eventos Morada do Sol              |
| 20 de maio de 2022      | Salvador             | Brasil   | Área Verde do Wet                            |
| 21 de maio de 2022      | Vitória              | Brasil   | Área Verde do Álvares Cabral                 |
| 28 de maio de 2022      | Pinhais              | Brasil   | Expotrade Convention Center                  |
| 29 de maio de 2022      | São Paulo            | Brasil   | Vale do Anhangabaú                           |
| 5 de junho de 2022      | Nilópolis            | Brasil   | Parque de Eventos Nilópolis                  |
| 11 de junho de 2022     | Blumenau             | Brasil   | Parque Vila Germânica                        |
| 15 de junho de 2022     | Lages                | Brasil   | Parque de Exposições Conta Dinheiro          |
| 16 de junho de 2022     | São Paulo            | Brasil   | Distrito Anhembi                             |
| 17 de junho de 2022     | Uberaba              | Brasil   | Centro Park                                  |
| 18 de junho de 2022     | Aparecida de Goiânia | Brasil   | Infinity Garden Eventos                      |
| 19 de junho de 2022     | São Paulo            | Brasil   | Avenida Paulista                             |
| 1° de julho de 2022     | Rio Branco           | Brasil   | Estacionamento da Uninorte                   |
| 8 de julho de 2022      | Juiz de Fora         | Brasil   | Terrazzo Centro de Eventos                   |
| 12 de julho de 2022     | Crato                | Brasil   | Parque de Exposição Pedro Felício Cavalcante |
| 15 de julho de 2022     | São Leopoldo         | Brasil   | Largo Rui Porto                              |
| 17 de julho de 2022     | Niterói              | Brasil   | Caminho Niemeyer                             |
| 6 de agosto de 2022     | Além Paraíba         | Brasil   | Parque de Exposições de Além Paraíba         |
| 11 de agosto de 2022    | Cuiabá               | Brasil   | Musiva                                       |
| 12 de agosto de 2022    | Cuiabá               | Brasil   | Musiva                                       |
| 13 de agosto de 2022    | Curitiba             | Brasil   | Pedreira Paulo Leminski                      |
| 20 de agosto de 2022    | Fortaleza            | Brasil   | Marina Park Hotel                            |
| 26 de agosto de 2022    | Ribeirão Preto       | Brasil   | Espaço Cultural CHF                          |
| 27 de agosto de 2022    | Alfenas              | Brasil   | Complexo Federal Fantasy                     |

#### Showscancelados
| Data                                  | Cidade               | País     | Local                         | Motivo                                               |
| ------------------------------------- | -------------------- | -------- | ----------------------------- | ---------------------------------------------------- |
| 6 de janeiro de 2022                  | Rio de Janeiro       | Brasil   | Marina da Glória              | Aumento de casos de COVID-19.                        |
| 29 de janeiro de 2022                 | Araucária            | Brasil   | Estádio Pedro N. Pizzato      | Desconhecido.                                        |
| 25 de fevereiro de 2022               | Salvador             | Brasil   | Centro de Convenções Salvador | Aumento de casos de COVID-19.                        |
| 26 de fevereiro - 1° de março de 2022 | Votuporanga          | Brasil   | Mundo Oba                     | Decreto que proíbe festas de carnaval.               |
| 26 de fevereiro de 2022               | Ouro Preto           | Brasil   | Espaço Folia                  | Decreto que proíbe festas de carnaval.               |
| 27 de fevereiro de 2022               | São Mateus           | Brasil   | Parador Internacional Guriri  | Decreto que proibe eventos com cobrança de ingresso. |
| 15 de julho de 2022                   | Conselheiro Lafaiete | Brasil   | Lafaiete Sport Center         | Desconhecido.                                        |
| 22 de julho de 2022                   | Águeda               | Portugal | Largo 1º de Maio              | Desconhecido.                                        |

### Turnê O Conto dos Dois Mundos
| Data                    | Cidade                | País           | Local                                               |
| Parte 1                 | Parte 1               | Parte 1        | Parte 1                                             |
| América do Sul          | América do Sul        | América do Sul | América do Sul                                      |
| ----------------------- | --------------------- | -------------- | --------------------------------------------------- |
| 4 de setembro de 2022   | Rio de Janeiro        | Brasil         | Parque Olímpico da Barra                            |
| 6 de setembro de 2022   | Santos                | Brasil         | Clube Portuários                                    |
| 23 de setembro de 2022  | Maceió                | Brasil         | Avenida Litorânea                                   |
| 24 de setembro de 2022  | Manaus                | Brasil         | Arena da Amazônia                                   |
| 8 de outubro de 2022    | Belém                 | Brasil         | Espaço Náutico Marine Club                          |
| 14 de outubro de 2022   | Volta Redonda         | Brasil         | Clube dos Funcionários                              |
| 15 de outubro de 2022   | Viçosa                | Brasil         | Pereira Hall                                        |
| 21 de outubro de 2022   | Criciúma              | Brasil         | AM Master Hall                                      |
| 22 de outubro de 2022   | Niterói               | Brasil         | Caminho Niemeyer                                    |
| África                  |                       |                |                                                     |
| 1º de novembro de 2022  | Luanda                | Angola         | Espaço Restinga                                     |
| 2 de novembro de 2022   | Luanda                | Angola         | Luanda Beach Club                                   |
| América do Sul          |                       |                |                                                     |
| 4 de novembro de 2022   | Salvador              | Brasil         | Wet Salvador                                        |
| 12 de novembro de 2022  | Laguna                | Brasil         | Praia do Mar Grosso                                 |
| 13 de novembro de 2022  | São Carlos            | Brasil         | Arena TUSCA                                         |
| 14 de novembro de 2022  | Uberaba               | Brasil         | Centro Park                                         |
| Parte 2                 |                       |                |                                                     |
| 19 de novembro de 2022  | São Paulo             | Brasil         | ARCA                                                |
| 20 de novembro de 2022  | Rio de Janeiro        | Brasil         | Jockey Club Brasileiro                              |
| 26 de novembro de 2022  | Olinda                | Brasil         | Área Externa do Centro de Convenções de Pernambuco  |
| 3 de dezembro de 2022   | São Paulo             | Brasil         | Parque Ibirapuera                                   |
| 3 de dezembro de 2022   | Rio de Janeiro        | Brasil         | Sambódromo da Marquês de Sapucaí                    |
| Europa                  |                       |                |                                                     |
| 7 de dezembro de 2022   | Lisboa                | Portugal       | Campo Pequeno                                       |
| 9 de dezembro de 2022   | Braga                 | Portugal       | Altice Forum Braga                                  |
| América do Sul          |                       |                |                                                     |
| 10 de dezembro de 2022  | Santa Rita do Sapucaí | Brasil         | Cidade do Urso                                      |
| 17 de dezembro de 2022  | Porto Alegre          | Brasil         | Parque Harmonia                                     |
| 28 de dezembro de 2022  | Armação dos Búzios    | Brasil         | Búzios Country Club                                 |
| 30 de dezembro de 2022  | Fortaleza             | Brasil         | Aterro da Praia de Iracema                          |
| 31 de dezembro de 2022  | Cajueiro da Praia     | Brasil         | Nossa Praia Viva BG                                 |
| 31 de dezembro de 2022  | Luís Correia          | Brasil         | Complexo Barramares                                 |
| 1º de janeiro de 2023   | Natal                 | Brasil         | Aram Imirá Plaza Hotel                              |
| 7 de janeiro de 2023    | Bertioga              | Brasil         | Arena Bertioga                                      |
| 13 de janeiro de 2023   | Guarapari             | Brasil         | P12 Guarapari                                       |
| 14 de janeiro de 2023   | Rio de Janeiro        | Brasil         | Marina da Glória                                    |
| 21 de janeiro de 2023   | Praia Grande          | Brasil         | Kartódromo Municipal de Praia Grande                |
| 27 de janeiro de 2023   | São Paulo             | Brasil         | Espaço Unimed                                       |
| 29 de janeiro de 2023   | Salvador              | Brasil         | Parque de Exposições de Salvador                    |
| 3 de fevereiro de 2023  | Xangri-lá             | Brasil         | Sede Campestre da SABA                              |
| 4 de fevereiro de 2023  | São Paulo             | Brasil         | Allianz Parque                                      |
| 12 de fevereiro de 2023 | São Paulo             | Brasil         | Rua Laguna                                          |
| 18 de fevereiro de 2023 | Rio de Janeiro        | Brasil         | Riocentro                                           |
| 18 de fevereiro de 2023 | Rio de Janeiro        | Brasil         | Sambódromo da Marquês de Sapucaí                    |
| 19 de fevereiro de 2023 | Ouro Preto            | Brasil         | Espaço Folia                                        |
| 20 de fevereiro de 2023 | Recife                | Brasil         | Parador                                             |
| 21 de fevereiro de 2023 | Belo Horizonte        | Brasil         | Expominas                                           |
| 4 de março de 2023      | Lavras                | Brasil         | Camuá                                               |
| 18 de março de 2023     | Bauru                 | Brasil         | Covadonga                                           |
| 25 de março de 2023     | Campinas              | Brasil         | GATE22                                              |
| 1º de abril de 2023     | São Paulo             | Brasil         | Novo Anhangabaú                                     |
| Europa                  |                       |                |                                                     |
| 14 de abr de 2023       | Aveiro                | Portugal       | Parque de Exposições de Aveiro                      |
| América do Sul          |                       |                |                                                     |
| 28 de abril de 2023     | Santo Ângelo          | Brasil         | Parque Internacional de Exposições Siegfried Ritter |
| 29 de abril de 2023     | Torres                | Brasil         | Parque do Balonismo                                 |

#### Showscancelados
| Data                   | Cidade         | País   | Local                 | Motivo                          |
| ---------------------- | -------------- | ------ | --------------------- | ------------------------------- |
| 10 de setembro de 2022 | Lavras         | Brasil | N/A                   | Desconhecido.                   |
| 11 de setembro de 2022 | Taubaté        | Brasil | N/A                   | Desconhecido.                   |
| 19 de setembro de 2022 | Santo Ângelo   | Brasil | N/A                   | Desconhecido.                   |
| 16 de outubro de 2022  | Curitiba       | Brasil | N/A                   | Desconhecido.                   |
| 6 de novembro de 2022  | Ribeirão Preto | Brasil | Arena Eurobike        | Bloqueio nas rodovias.          |
| 22 de abril de 2022    | Belo Horizonte | Brasil | Esplanada do Mineirão | Mudança do formato do festival. |

## Histórico de lançamento
| País   | Data                | Formato(s)                 | Gravadora | Ref.   |
| ------ | ------------------- | -------------------------- | --------- | ------ |
| Várias | 18 de julho de 2021 | Download digital streaming | Universal | [ 44 ] |